# Hermann Große-Berg
Hermann Große-Berg (* 2. Juli 1966 in Lingen (Ems)) ist ein deutscher Theaterschauspieler.

## Leben
Große-Berg absolvierte nach seinem Abitur am Gymnasium Georgianum in Lingen (Ems) von 1987 bis 1991 eine Schauspielausbildung am Max-Reinhardt-Seminar in Wien. Dort schloss er 1991 mit dem Schauspieldiplom als Bühnenschauspieler ab. Noch während seiner Ausbildung erhielt er 1991 einen Elevenvertrag am Wiener Burgtheater, wo er unter der Regie von Peter Zadek in Ivanov von Anton Tschechow auftrat. Am Ende der Ausbildung wirkte er unter der Regie von Heiner Müller in den Stücken Quartett und Mauser mit. Es folgten weitere Theaterengagements an den Städtischen Bühnen Münster (1991–1993) und am Schauspielhaus Essen (1993–1999). 
Große-Berg spielte ein breites Repertoire, das Stücke von William Shakespeare, die deutschsprachigen Autoren der Klassik und Romantik, die großen Dramen des Naturalismus, aber auch Stücke der Moderne und des zeitgenössischen Theaters umfasste. Zu seinen Rollen gehörten: Horatio in Hamlet, Silvio in Der Diener zweier Herren, Buenco in Clavigo, Ruprecht in Der zerbrochne Krug, Erich Spitta in Die Ratten, Trofimov in Der Kirschgarten, Waska Pepel in Nachtasyl und Andri in Andorra.
Im Oktober 2001 spielte er in der Heilig-Kreuz-Kirche in Berlin-Kreuzberg die Titelrolle in der Semi-Oper König Arthur von Henry Purcell.
Von 2003 bis 2008 war Große-Berg festes Ensemblemitglied am Rheinischen Landestheater Neuss. Seine Antrittsrolle dort war der Ejlert Lövborg in dem Drama Hedda Gabler von Henrik Ibsen. Im August 2007 spielte er mit dem Ensemble des RLT bei den Burgfestspielen Dreieichenhain die Titelrolle in Jedermann von Hugo von Hofmannsthal. 2009 spielte er am RLT Neuss den Herzog von Ferrara in Johann Wolfgang von Goethes Schauspiel Torquato Tasso.
Seit der Spielzeit 2009/10 ist Große-Berg festes Ensemblemitglied am Theater Erlangen. Dort debütierte Große-Berg im Oktober 2009 erfolgreich in der Titelrolle des Faust von Johann Wolfgang von Goethe. Ebenfalls ab Oktober 2009 spielte er dort an der Seite von Linda Foerster als Lizzie den Ehemann Darry in der Komödie Das Ende von Anfang des irischen Dramatikers Seán O’Casey. Ab Januar 2010 übernahm er dort den alternden, zynischen Geschichtsprofessor George in Edward Albees Bühnenerfolg Wer hat Angst vor Virginia Woolf?. In der Spielzeit 2009/10 spielte er ab April 2010 am Theater Erlangen in einer Inszenierung der Regisseurin und Intendantin Katja Ott in Henrik Ibsens Schauspiel Die Frau vom Meer die Rolle des Oberlehrers Arnholm. In der Spielzeit 2011/12 übernahm er am Theater Erlangen die Rolle des Königs Peter von Popo in der Komödie Leonce und Lena.
Große-Berg arbeitet auch für Film und Fernsehen. 2008 spielte er in dem Dokumentarspielfilm Hitler vor Gericht die Rolle von Hermann Göring. Er wirkte außerdem in einigen Hörspielen für den ORF und den WDR mit. 
Große-Berg lebt abwechselnd in Berlin und in Erlangen.